# Пельто, Ирфан
Ирфан Пельто (босн. Irfan Peljto; род. 18 июля 1984, Сараево) — боснийский футбольный судья. Судья ФИФА с 2015 года. Единственный боснийский арбитр, обслуживающий матчи Лиги чемпионов УЕФА.

## Карьера
Пельто — первый и единственный боснийский арбитр, который обслуживал матчи Лиги чемпионов УЕФА.
В 2013 году Ирфан начал работать главным судьёй в боснийской премьер-лиге. Его первый матч в качестве арбитра состоялся 27 июля 2013 года между Рударом и Радником. В 2015 году он был включен в список арбитров ФИФА. 8 июня 2019 года он провел свой первый международный матч на взрослом уровне между сборными Бельгии и Казахстана.
24 ноября 2021 года Пельто обслужил свой первый матч группового этапа Лиги чемпионов УЕФА между «Бешикташем» и «Аяксом», став первым арбитром из Боснии и Герцеговины, который обслуживал матч Лиги чемпионов УЕФА.
В мае 2025 года Ирфану было доверено право судить финальный матч Лиги конференций УЕФА сезона 2024/2025 года между Челси и Реалом Бетисом.